# Mississippi Valley jezici
Mississippi Valley jezici (privatni kod: mssv), glavni ogranak centralnih siouanskih jezika koja dobiva ime po dolini rijeke Mississippi gdje su se u 19. stoljeću ti jezici govorili. Obuhvaća 10 jezika. Centralnosiouansku skupinu čine zajedno s jezikom mandan mhq.
Jezici doline Mississippi dijele se na četiri glasvne podskupine, to su:
a. Chiwere (1): Iowa-Oto [iow] (SAD)
b. Dakota (4): assiniboine [asb] (Kanada); dakota [dak] (SAD); lakota [lkt] (SAD); stoney [sto] (Kanada)
c. Dhegiha (4): kansa [ksk] (SAD); omaha-ponca [oma] (SAD); osage [osa] (SAD); Quapaw [qua] (SAD)
d. Winnebago (1): ho-chunk [win] (SAD)

## Vanjske poveznice
- Ethnologue (14th)
- Ethnologue (15th)